# Степівське водосховище
Степівське водосховище — водосховище в Україні, в межах Миколаївського району Миколаївської області.

## Розташування та опис
Водосховище розташоване на балці Калістровська у межах двох сільрад: Степівської та Михайлівської. На його берегах розташоване село Степове, Червоне Поле — за кількасот метрів від дамби.
Площа водосховища 2,28 км². Загальний об'єм 13,9 км², корисний — 13 км².
Призначення водосховища: зрошення, риборозведення.